# Guatiza

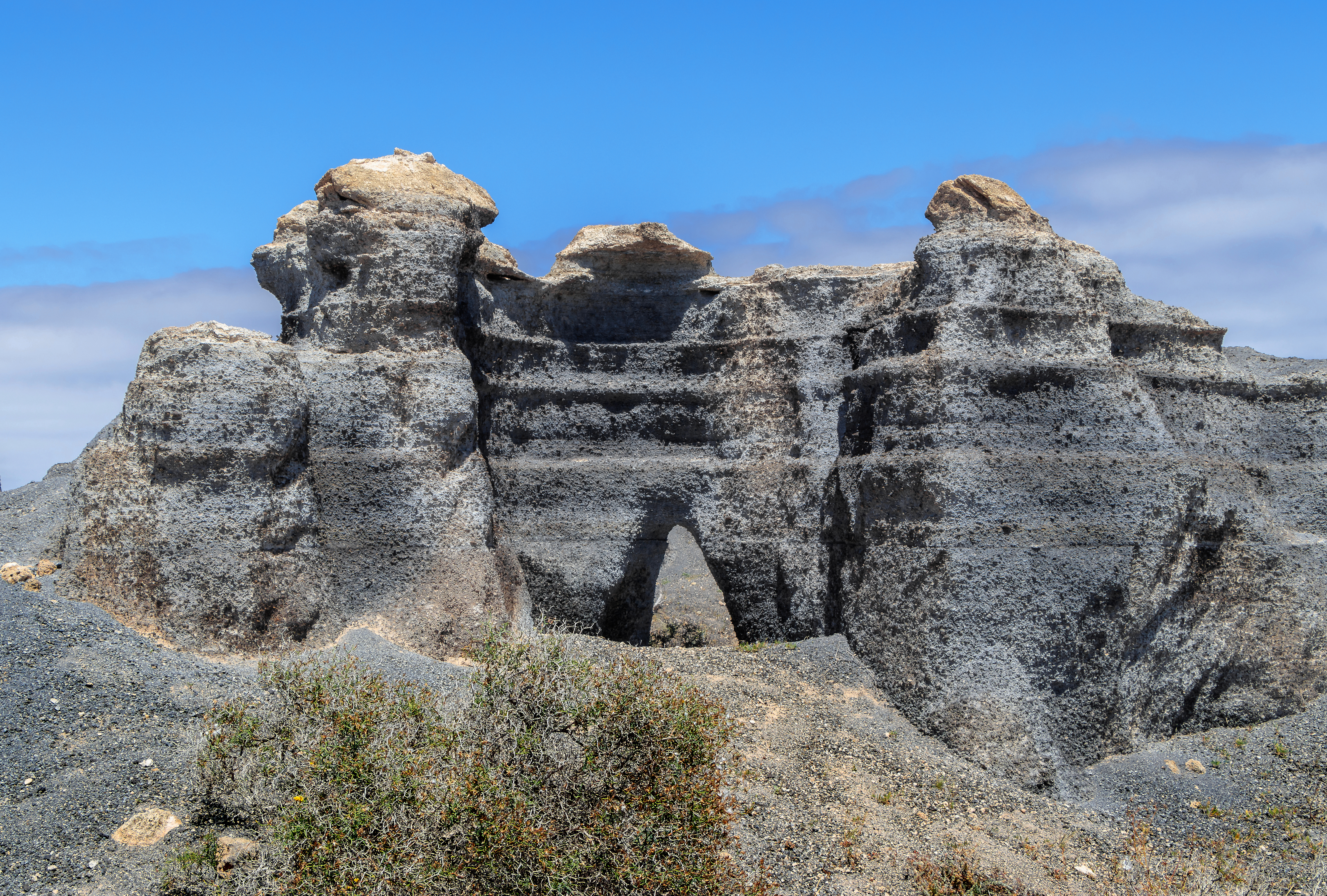
Érosion d'éjectas à Guatiza. Mai 2018.

Guatiza est un village des Îles Canaries, en Espagne.